# 民主
民主（羅馬化：dēmokratíā），又称民主制、民主主義，舊譯为德謨克拉西，原意指人民的统治，为人民，意为统治）:4722，是一種政體，其中人民擁有平等參與公共政策的參與權。當中的「人民」包含哪些人及如何分權，是民主發展和憲法的核心議題。民主的基石包括集會及言論自由、通訊自由、平等、公民權、选举权、生命權。民主是一種普遍公認之理想，提供保護和有效實現人權之環境。其古代本义“人民的统治”，即“主权在民”，是一种国家制度，国家权力由公民直接或间接行使。從其字面上來看，代表著主权在民，即「公民做主」。民主用於國家形式，即成為一種國家制度:4722。拉里·戴蒙德指出，现代民主包括四个关键要素：（1）透过自由和公正的选举产生政府；（2）作为公民积极参与政治和公民生活；（3）保护所有公民的人权；（4）法律和程序平等地适用于所有公民。民主不僅指政體，首先指國體:4722。
自由民主制是民主制度的原則，當中社會大多數人的意志會以代議形式體現出來，與此同時他們的意願會受到一定限制，以保障少數人的權益不受到侵犯。該些限制大多以保障個人權利為目的，例如言論自由、結社自由。民主是一套处理持份者衝突的制度。處理結果會因持份者的行為而異，但不會存有完全控制結果或將來會發生什麼的單一勢力。民主所產生的結果必然是不確定的。民主使得各方勢力認清自身的利益所在，並把權力從一群人下放至一系列規則上。
相对極權統治、独裁统治或寡头政治，民主有时被称为“多数的统治”。與「專制」相對立:4722。而公民仍只是全民中限定的一部分，低龄者、妇女、奴隶等非自由人都曾或正被限制参与民主的权利。狭义的民主一词经常被使用于描述国家的政治，民主的原则也适用于其他有着统治行为存在的领域。平常所说的民主作风、民主原则、言論自由等民主权利，都从民主之含义派生而来。广义的民主应该是公民在法律下的地位相同，即在一个完整的民主的社会里公民对社会负有相应的责任与义务，建立起社会的法律法规以及对政权控制的选举权与被选举权等等。民主不僅指政體，首先指國體:4722。民主有通过直接或代议方式执行。在直接民主中，公民作為一個整體組成一個管理機構，並直接就每個問題投票；在代議制民主中，公民從他們中間選出代表，這些代表聚集在一起組成一個理事機構，例如立法機關；憲政民主属于代議制民主，多數人的權力在代議制民主的框架內行使，但憲法限制多數人並保護少數人，通常是通過所有個人權利的享受。無論直接民主或代議民主，就每個問題投票或選出代表的過程中，通常僅對參與的公民有年齡限制，並未要求公民對問題有深刻全面的理解或對候選代表有深入完整的了解。平常所説的民主作風、民主原則、言論自由等民主權利，都從民主之含義派生而來:4722。價值體現在《世界人權宣言》中，並在《公民權利和政治權利國際公約》中闡明為實質民主奠定基礎之一系列政治權利和公民自由。

## 定义

2022年时名义上的民主国家。目前絕大多數國家主張自己是推崇民主制度的國家，只有沙特阿拉伯、阿曼、阿联酋、卡塔尔、文莱、阿富汗、梵蒂冈未宣称其是民主国家

在通常情况下，民主由投票定义，但其确切的定义目前并未达成共识。科菲·安南认为，“世界上有多少个民主国家，就有多少种不同的民主形式。”一项研究发现，英语中有2,234个形容词用于描述民主。
联合国教科文组织1951年发布的一份报告认为，民主的概念“非常模糊”。

### 两种民主定义
民主不论是被定义为权威的来源或是目的，都会出现含糊不清、不精确等严重问题，由此引发出了两种民主定义。
理想/目的定义：根据“人民的意志”（来源）和“公益”（目的）来界定民主。“真正的民主”指的是自由、平等、博爱，公民对政策的有效控制，负责任的政府，政治中的诚实、廉洁和公开，知情的或理性的审慎、平等的参与和权力以及各种其他的公民美德。
程序定义：民主就是公正、公开、诚实的竞争性选举和普遍的选举参与。民主的方法是为作出政治决定的一种制度安排，在这种制度安排中，个人通过竞取人民手中的选票而得到作出决定的权力。
理论家们得出的结论是只有后一种概念才能够提供分析上的准确性和经验上的参照物，从而使之成为有用的概念。在美国，用规范理论来对民主进行笼统的探讨急剧衰落，而新的研究方向旨在理解民主制度的本质、制度的作用方式和它们得以兴起或衰落的原因。其中最主要的努力是使民主成为一个常识之词，而不是“溢美”之词。 

## 詞源

### 中文
「民主」一词原指“民之主”，指君主（如「天惟時求民主，乃大降顯體休命於成湯」，《書·多方》）或官吏（如「僕為民主，當以法率下」，《三國志·吳志·鍾離牧傳》），其含意與今天講之「民主」不同:1。近代以来，中文所用的“民主”一词是源自西方的概念，早期该词曾被用来指总统，如《国闻报》文章《民权与民主不同说》有“夫民主者，衣服饮食与齐民同。美国俸仅五万，权在议院，民主仅拱手画押而已”；后来才被用来指称民主制度和民主主義。

### 歐洲語言
今天使用之「民主」一詞源於希臘文兩個字，一個是古希臘語：（demos），意指人民或者是公民，一個是古希臘語：（cracy），意指某種公共權威或統治:1-2。在希臘語中，民主就是demos（暴民，多人）加kratos，即統治:14-15。西文裡「民主」（古希臘語：或英語：）就是demo加cracy，其含意是「統治歸於人民」或人民主權:2。由全體人民（而不是他們選出之代表）平等、無差別參與國家決策和管理國家，是民主最原始、簡單之含義:2。但是今天講民主時往往都背離「民主」之原意:2。或由公民統治，原本被用于描述以雅典為代表直接民主制度，雅典將統治權力交給城邦中的多數人，这里的多数人限定于特定的公民内，并不包括人数更多的低龄者、妇女、奴隶等非自由人。相對而言，將權力交給單一個人，稱為獨裁（autocrates），交給少數人，則稱為寡頭統治（oligocrates）。

## 歷史

### 起源
在早期一般人認定民主起於古希臘，但現代認為普遍在史前就存在，原始部落經常有集體決策。考古學也發現民主存在於美索不達米亞和腓尼基的小型國家中。
「民主」來自希臘文，作為一種政治體制，民主發源於古希臘:2。被用來形容西元前五世紀，希臘城邦中的一種政治制度。有些城邦國家當時就推翻暴政，開始採取民主政體，也就是由人民來進行統治:3。有證據顯示希俄斯島早在前575至前550年之間就出現公民之議會和大會，大概是第一個採取民主政體之地方:3。
春秋戰國時期，儒家提出了一個概念——民本，意思是人是國家的基礎。雖然它與民主有一定的相似度，但這個概念不同於民主。例如，《禮記·禮運》云“大道之行也，天下為公。選賢與能，講信修睦。“《孟子·盡心章句下》云“民為貴，社稷次之，君為輕。是故得乎丘民而為天子，得乎天子為諸侯,得乎諸侯為大夫。”
至於最著名之雅典民主，據記載出現於公元前508年，延續至公元前323年，也就是雅典城邦被馬其頓擊敗之時:3。只有年滿20歲之雅典男子才可能具有公民資格:3。女性、男性奴隸和外邦人都不是公民:3-4。在雅典全盛時代，據測算，享有充分權利之公民總數約有4萬人，他們妻兒約有5萬人，還有4萬左右外邦人，以及35萬左右奴隸:4。公民人數大概只有十分之一左右，雅典民主僅僅是極少數「公民」享有之民主，是排斥絕大多數人之民主；雅典民主政治所謂「多數人的統治」實際上是建立在奴隸制基礎上、極少數人之統治:4。亞里士多德在《政治學》中把「公民」定義為「有權參加議事和審判職能的人」，即一個人必須具備兩種權利才能叫公民：一種是作為陪審員他有權利參加審判，審判他人有罪還是無罪；一種是他有權利參加統治，或者他有權被人選為治理國家之官員:3。亞里士多德觀點比其老師柏拉圖溫和：民主是善治之必要條件，但遠不是充分條件:1-2。
公民大會是雅典城邦國家之最高權力機構，負責審議並決定一切國家大事；另一個是五百人議事會，是公民大會附屬機構，負責政體之日常運作；第三個是民眾法庭:4。公民大會不是由公民選舉出來之代表組成，而是全體公民都能參加之大會；公民大會可以討論和表決雅典生活，並沒有嚴格之「公」、「私」區別；公民大會相當頻繁，每年至少要召開40次大會，每次會期是5個小時，所有合法之公民均有權在大會上發言，闡明自己之主張，並參與辯論和表決，雅典人稱此為「平等的發言權」；公民大會必須達到法定最低人數才能開會，一般認為至少要有6,000人來開會才是合法，因為當時規定一些法律至少需要6,000票方能獲得通過，如果太少人參加，就派警察到各家各戶把人抓去開會:4-5。當時民主不僅是權利，而且是一種義務:5。
五百人議事會只是公民大會常設機構，任何公民都有權經五百人議事會向公民大會提出建議與議案；在公民大會休會期間，議事會是大會最高權力之代表，負責監督行政官員落實決議；議事會每天都在雅典亞哥拉市集中之大會堂內召開會議，只有節日和不吉利之日子除外，所以議事會每年至少要開260天會:6。當時雅典有10個部落，每個部落可以產生50位議員，議事會500位成員就此產生；議員不是選舉出來，而是從年滿30歲之自願候選人中抽出來；原始抽籤方式是在預先準備好之罐子中放入與其席位相等之白豆和一定數目之黑豆，凡抽到白豆者為議員；公元4世紀以後，抽籤石盤代替抽籤罐；五百人議事會議員任期一年，不得連任，每個公民一生也最多只可以擔任兩次議員，其目的是讓盡可能多之公民直接參與國家管理:6。最初，議員完全沒有津貼，純粹盡義務；後來才變成有給職，亞里士多德時期是每天5個奧波爾，而一個工匠一天至少可賺一個德拉克馬（一個德拉克馬等於6個奧波爾），熟練工更可賺到2至2.5個德拉克馬；所以，議員薪酬不過是象徵性補貼:7。
為避免機構臃腫降低工作效率，議事會內部進一步以部落為單位設制十組五十人團，每組在一年十分之一時間裡（35天或36天）服務，輪流執掌雅典政務:7。十個部落擔任五十人團之次序由抽籤決定:7-8。當政之五十人團則每天抽籤選出一人擔任主席，其職責是全日待命以應付突發事件，主持該日之五百人會議；如果當日舉行公民大會，他也必須負責主持公民大會:8。主席任職期限為一天一夜，不得延長，且一個公民一生中只能擔任一次:8。
公元前400年前後，議事會又創新制度，設立九人委員會；在公民大會或五百人議事會開會之日，當值之五十人團主席以抽籤方式從其他九個部落各選出一人，再以抽籤選出其中一人為總主席；九人委員會之主要職責是檢查五十人團擬訂之議程:8。制度安排象徵着議事會是全體公民之代表，體現部落平等，因為九人名成員來自另外九個部落，每一任主席團實際上包括所有十個部落之代表；打破某一個部落壟斷權力，防止權力過於集中:8。
民眾法庭一切由人民多數才算數，當時沒有專業法官，也沒有律師；如果有人被控犯法，就要由200多名公民組成民眾法庭進行審判，他們既是陪審員，也是審判員，並且根據多數票來斷案:8-9。所有30歲以上之公民都應該履行當陪審員之義務；如果他擔任陪審員耽誤工作，收入減少，就要補償:9。陪審員不是選出來，而是隨機抽籤產生；陪審員雖然不是專業法律人士，但作用很大，判斷一個人是否有罪，法官則依據法律決定刑罰:9。
雅典的陶片放逐法要經過公民大會兩次投票，第一次投票決定當年是否需要實施放逐，如贊成公民達到6,000人，則擇日啟動第二次投票，確定具體放逐何人；第二次投票時，投票者在選票——陶罐碎片——較為平坦處，刻上他認為應該被放逐者之名字，投入票箱；得票最多者即為當年放逐之人選，放逐期限為10年（一說為5年）；被放逐者無權為自己辯護，須在10日內離開城邦；直到放逐期滿，被放逐者回城後，才恢復其公民權和財產權:9。陶片放逐法之主要目的是防止出現危及民主制度之個人權威，因此「當選」人往往是最有聲望者，如雅典著名政治家、軍事家阿里斯提德:9。據說在投票當天，一個目不識丁之市民請求阿氏幫他在陶片寫下「阿里斯提德」之名字；阿里斯提德隨即問那個市民何以要放逐他，市民答：「他沒有做錯什麼，我甚至還不認識這個人；不過，我實在討厭到處聽到人們稱贊他為『公正之士』。」:9-10
雅典民主具有兩面性，就民主的「民」而言，雅典民主有很大局限性，因為那時能做「主」的「民」只是人口極少數；就民主的「主」而言，當時的「民」的確能在很大程度上做「主」:10。雅典民主沒有選舉產生之政府，當時絕大多數議員和官員都不是選舉出來，而是隨機抽籤產生；雅典民主沒有代議制機構，因為它實行公民直接參與，而不是依靠少數代議士充當中間環節；雅典民主沒有政黨，無論中外，政黨制度剛產生時曾受到人們廣泛置疑，大家都認為政黨不是一個好東西，直到20世紀上半葉才開始有人講政黨是民主體制必需:10。
雅典民主消亡後，其民主傳統便中斷；有人把公元前509年至公元前27年出現之羅馬共和國看作民主政體，缺乏理論和經驗之證據:11。共和體制原意是「人民的公共事務」；君主制不屬於共和制；羅馬共和時代的人並不願意以「民主」來稱呼自己的體制:11。羅馬共和國之正式名稱是「羅馬元老院和人民」，主要由元老院、執政官、民眾會議三層機構組成；「元老院」是不同於「羅馬人民」之貴族階級；元老院名為咨詢機構，實際上掌握着廣泛實權，是羅馬共和國最高權力之所在，成員只有300人左右，不是抽籤、選舉產生，實行終身制，「羅馬人民」對他們進退沒有任何影響:11。兩位執政官是政府首腦，由百人組會議選舉並經元老院批准，任期一年，十年內不得連任，無薪俸報酬:11。民眾會議並不是一個組織，是由4部分組成：區會議、百人組會議、部族會議、平民會議，作用有限，為貴族把持:12。羅馬共和國根本不是民主，而是貴族共和國；開始是貴族制，後來變成寡頭制:12。
從羅馬共和國消亡直到18世紀，冰島、斯堪的納維亞、愛爾蘭、斯拉夫、波蘭、意大利、瑞士、佛拉芒、漢薩同盟、英國都出現過某種形式的議會；6世紀以前依信徒擁戴遴選基督教會主教、由紅衣主教團選舉教宗、行會選舉會長、某些議會和城邦裡的選舉等:12-13。不同程度限制皇權、王權、教權、領主權，但議會幾乎由貴族把持，多不具有立法機構之權力與職能；選舉成為極少數人的遊戲，是典型的寡頭制:13。

### 史前到近代
雅典民主是最早期而又最知名的民主制度，民主一詞也是在前五世紀於古希臘出現的。在這段時間之前的記載都斷斷續續的，不過希俄斯島的記載顯示島上在公元前575-550年之間就出現了公民的議會和大會。投票的權利逐漸擴展，從原本的一小群地主貴族擴展至所有受過義務軍事訓練的公民，公民的年齡限制通常是20歲以上。而婦女、奴隸、和外籍人士則無法擁有公民權，使得全雅典只有10分之1或更少的人口才有資格投票。所有雅典公民（奴隶，底层人民除外，民主制度在當時也就是一種階級制度）都有資格投票決定創立法律、向某個國家開戰，同時所有公民都可以在大會上演講。在雅典民主的型式中，公民直接擁有類似立法委員的權力資格，這種形式的政府被稱為直接民主制。雅典城邦在前323年遭到馬其頓的擊敗，民主制度隨之被徹底廢除。
代議制的民主可以說是從罗马共和国時期的元老院展開的。在中世紀時期也有幾種不同的民主形式出現，從近乎寡头政治的制度到試圖實行完全民主的制度都有。包括了冰岛议会、中世紀義大利的城邦、中世紀愛爾蘭的大會制度（Tuath）、斯拉夫國家的为制会、以及斯堪的納維亞國家的議會制度。除此之外，一些人認為印度的十六王国（前500年左右）和北美的易洛魁聯盟（約西元前2世紀一直至現在）也都擁有民主的原則或成分。
在歐洲以外重建民主的努力主要在伊斯蘭教興起時，教義相信人是平等的，所以任何人也可以被提名和選舉公職，初期的哈里發是民選的，但有爭論到底其是由酋長代表部落的代議制，還是穆斯林信徒普選的。
中世紀和文藝復興的封建制小國和共和制城邦，也試圖以民主方式治理，其中代表有舊瑞士邦聯，和義大利的佛羅倫斯和威尼斯。
英國是在中世紀裡第一個邁向徹底民主制度的國家，也是世界现存的最早实行民主制度的国家。大憲章限定了國王的權力，替民主紮下根基。英格兰在1265年產生第一屆國會，原本只有少數比率的人口才能投票，同時選舉制度也有許多弊病如腐敗選區的存在。召集或解散國會與否則是全憑國王的意願（通常是當國王或女王需要資金時才會召集）。在1688年的光荣革命後，现在英國境内的英格兰和苏格兰同时成為了君主立宪制的國家，并在1707年正式完成合并。英國國會从此定期的召開，不過仍然會受君主權力的影響。在這段時期輝格黨和托利黨互相競爭的兩黨制度也開始發展，常被認為在1832年改革法令後確認。國會在決策和立法上的權力也逐漸增加，到了维多利亚女王的時期，君主已經變成有名無實的領袖了。
美國可以被視為是第一個自由民主制的國家，有著較為寬鬆的選舉權限制（雖然最初仍有針對財產和性別的限制、以及奴隸的存在）美国宪法也保障了人民的權利和自由。
在幾年之後，法国大革命發布了《人权和公民权宣言》，也出現了由男性選出的國民議會，不過僅只維持了短暫的時間。但法國大革命是確立了現代民主觀念，即建立在國民的自然權利與民選領袖的權力，因為不像同期英國當時的君主仍然和首相跟國會爭權或美國擁有奴隸。
在19世紀晚期之前，自由民主制的國家並不多，而且維持的時間大多相當短暫。許多國家和地區都自稱首先實行了普遍選舉權。

### 民主化浪潮
在20世紀裡接連出現了數波的「民主化浪潮」，許多都是因為戰爭、革命、去殖民化和經濟情況產生的。
第一次世界大戰以及奥斯曼帝国和奥匈帝国的瓦解使歐洲產生了許多新的民族國家，其中大多數都採用了名義上的民主制度。成年女性在1920年代逐漸獲得選舉權。法西斯社會運動的崛起，纳粹德国、義大利的墨索里尼、西班牙的弗朗西斯科·佛朗哥、和葡萄牙的萨拉查等獨裁政權的出現，都大為限制了1930年代的民主發展，使1930年代被稱為「獨裁者的年代」。其中纳粹党首希特勒1933年获得德国总理职位，然后在德国全民狂热的民族主义情绪中转为独裁统治。而大多數殖民地國家的狀況則依然未受影響。
第二次世界大戰的結果則扭轉了西歐的這種趨勢。在同盟國佔領下的德國和日本成功的進行民主化，成為後來政權改革的理論模型。大多數東歐國家則成為非民主的蘇聯衛星國。二戰之後也產生了去殖民化的浪潮，而那些新獨立的國家大多也採取了名義上的民主制度。
在二戰後，大多數西方民主國家都採取了自由市場經濟，並發展出福利國家制度—反應出其選民和政黨的一般共識。在1950年代和1960年代，西方國家和共產國家都有相當高的經濟成長。到了1960年代，絕大多數民族國家在名義上都採納了民主制度，不過世界上大多數人口所生活的國家依然都只有不實的選舉制度，民主制度也沒有徹底實行（尤其是在共產國家和前殖民地國家）。
在接下來的民主化浪潮中，則使許多國家出現了真正的自由民主制。南美洲的一些軍事獨裁國家在1980年代初期轉變為民主制度（雖然實際因美國在六七十年代間，破壞拉丁美洲民主化的反作用）。東亞和南亞的許多國家也在1980年代後期陸續民主化。在蘇聯和其他東歐共產國家，1980年代的經濟停滯和對於共產黨統治壓迫的憤怒導致了蘇聯其他東歐共產政權的徹底瓦解，也促成冷戰的結束，這些國家也都展開民主化和自由化的進程。在這些新的民主國家之中，在文化上和經濟上接近西歐的國家（如波蘭）往往改革較為成功，現在有的国家已经成為了歐盟的新成員。民主化浪潮也在1990年代散佈至一些非洲國家，最突出的是南非。
目前自由民主制的國家數量是有史以來的最高點，而且仍繼續增長。許多人推測這波潮流會一直持續下去，直到自由民主制成為人類社會的普遍標準為止。這種預言成為法蘭西斯·福山的「歷史終點」（End of History）的理論核心。

## 觀念
古代文士並不把民主看作一種允許所有人享有同等政治權利之公平制度，而是看作數量占多數之窮人對富人橫行霸道之制度，是群氓政治；有產階級和知識精英反對民主：第一，大多數人是無知無能，對問題的看法很難正確，而政府治理是藝術和技能；第二，大多數人容易受人蠱惑、擺布，因此群眾很難對事物有長遠、持續之看法，短視、自私、浮躁最容易被無恥之鼓動家利用；結論是多數人或群氓一旦獲得參政之權利就會變成集體暴君:14。
柏拉圖認為，窮人是民主制裡之統治者，他們的特點是熱愛自由:17。柏拉圖認為，民主有一個假設前提，即政治太重要，因此就不能把它留給專業政客來處理，而應該讓每個人都參與；但是柏拉圖認為這是錯誤，因為它不允許分工；沒有分工，就沒有專業化，其後果是政治變成毫無效率:17-18。他認為，在民主制下，任何人都可能參與國家政治生活並做出重要決定；因此，每個人都自以為是，不再尊重權威，不再顧及他人之安危；如此一來，所有行為規範都不復存在，整個社會很容易陷入一種極端之無政府狀態:18。「父親盡量使自己像孩子，甚至怕自己的兒子，而兒子也跟父親平起平坐，既不敬也不怕自己的雙親，似乎這樣一來他才算自由人......教師害怕學生，迎合學生，學生反而漠視教師和保育員。普遍地年輕人充老資格，分庭抗禮，侃侃而談，而老一輩的則順着年輕人，說說笑笑，態度謙和，像年輕人一樣行事......買來的男女奴隸與出錢買他們的主人同樣自由，更不用說男人與女人之間有完全平等和自由了。」:18在柏拉圖看來，社會必須尊卑有序，上下有別，否則就亂了套；他說，在民主制下，「連人們畜養的動物在這種城邦裡也比在其他城邦裡自由不知多少倍。狗也完全像諺語所說的『變得像其女主人一樣』了。同樣，驢馬也慣於十分自由地在大街上到處撞人」；危險在於，極端自由會造成派系鬥爭，並最終產生極權暴政:18。亞里士多德對民主有一個描述性的定義，即適用於一種窮人控制政府之體系，往往是社會裡大多數；政體由多數人統治，多數人關心都是一己之私；由於在民主制下，政事之裁斷不取決於法律，而是取決於群眾，平民政體「包含着專制君主的性質」，簡直「不能算是一個政體」:19。
波里比阿認為，民主是建立在不講原則之平等和自由之上；體制內在邏輯決定它最多能維持兩代人；到第三代，「人民已經習慣於依靠他人和依靠他人財產為生，一旦他們發現一個富有野心但被排除在官職榮譽之外的領袖，他們就會確立暴力統治，把他們的力量聯合起來進行屠殺、流放和搶劫，直至他們再度墮落成徹底的野蠻人，並再度確立一個新的君主為止」:20。西塞羅認為把地位不等的人置於同等的位置上，這種「平等實際上是最大的不平等」；人民是渾渾噩噩，民主制給他們過多自由，必然會使他們變得盲目、任性、放縱、蔑視法律、不服從任何統治者；「他們高聲呼喊說，他們既不願服從一個人，也不願服從少數人；聲稱沒有什麼要比自由更為可愛，即使對野獸來說也如此；還聲稱一切奴隸，無論是屬於一個國王還是屬於貴族集體，都是被剝奪了自由的人。」:20-21在西塞羅看來，正是民主帶來之無序與混亂，才使得雅典失去昔日之輝煌與繁榮；在他心目中，理想之政體是融「君主對臣民的父愛、貴族議政的智慧和人民對自由的渴望」於一體的混合政體，「對人民自由的讓步必須以保持貴族意志能夠實現為限」:21。
現代政治哲學奠基人馬基雅弗利認為，最理想之政體形式是羅馬式之共和政體；在《論李維》一書中，馬基雅弗利既不信任權力不受限制之君主，也不信任行為不受約束之「人民」；在他看來，雅典民主政體與波斯君主政體都比不上羅馬共和政體；要達到長治久安之目的，一個政體必須在君主、貴族、人民三種要素之間維持平衡:21-22。馬基雅弗利之「共和」與「民主」之最大區別在於，不能讓人民當家作主；人民之所作所為必須受到君主與貴族之引導和制約:22。不僅馬基雅弗利對民主心存恐懼，文藝復興時期之主流思潮也認為「民主主義」不過是「愚民、暴民」統治之代名詞:22。如亞里士多德之理論，認為善治是混合政府，但民主之平民元素可以為國家賦予更大力量:15。
彌爾頓認為必須由少數開明者強迫多數人接受自由；不然，多數人可能出於卑劣之動機迫使少數人成為奴隸:22。約翰·洛克雖然強調個人自由和個體權利，但對「平等」只是一筆帶過，對民主並沒有好感；他在日記中寫道，由於大多數人沉迷於激情和迷信，人類之未來不能由多數人掌握，只能由開明者掌握:22-23。對他而言，最重要之「天賦人權」是財產權；「政府除了保護財產之外，沒有其他目的。」:23皮埃爾·貝爾認為：「公民大會喧鬧不已，派系撕裂城邦，演說家躁動城邦，暴烈而無知的群氓將最有智慧的公民判刑、流放甚至處以死刑。看到這些，結論很清楚，標榜自由的人民實際上是一小撮陰謀家的奴僕。那些擅長蠱惑人心的政客由着自己的性子一會兒指東，一會兒指西，就好像海浪隨風起起落落一樣。」:23
孟德斯鳩抨擊專制政體，因為「專制政體的原則是恐怖」；他認為，在民主政體下，平等精神會走向極端；由此產生之一窩窩子暴君們與單一暴君一樣可怕；而且，很快自由就會消失，單一暴君就會出現，人民就會喪失一切；孟德斯鳩青睞當時英國「有節制的」、「寬和的」君主政體，只不過必須建立憲制對君主之權力作必要制約，以保障人民自由:23。伏爾泰主張「人人自由，人人平等」；在他看來，「一切享有各種天然能力的人，顯然都是平等的」；這並不意味着在財產上、社會地位上之平等；「每一個人在內心深處都有權認為自己與其他的人完全平等；但是並不能由此便說，一個紅衣主教的㕑子應當命令他的主人給他做飯」；至於民主，他認為，這種政體「只適用於非常小的國家。即便如此，它也會不斷出錯，因為它是由人構成的。相互傾軋在所難免，就好比女修道院來了一群男教士」:23-24。對伏爾泰來說，啟蒙之所以必要正是因為大多數男人愚昧無知，女人更是不可救藥；他們不經過深思熟慮就做出判斷，不經思索就隨意發表意見；真正受到理性光輝照耀者只是鳳毛麟角:24。狄德羅認為一個種族之未來不能掌握在多數人手裡；他憎恨專制之君主和愚昧之教士，但並不想把國家之未來寄托給人民，而是想把未來抓到像自己一樣有教養之人手裡；狄德羅為《百科全書》寫「民眾」條：「你們要當心民眾在推理和哲學方面的判斷，民眾的聲音在此時是惡意、愚蠢、無情、不理智和偏見的聲音......民眾愚蒙與遲鈍的。」:24盧梭認為，人民訂立契約建立國家，因此人民是國家權力之主人，凡是未經人民直接參加而制定之法律都屬於無效；盧梭傾向於直接民主制，他對英國當時之議會制評論：「英國人自以為是自由的，他們是大錯特錯了。他們只有在選舉國會議員的期間，才是自由的；議員一旦選出之後，他們就是奴隸，他們就等於零了。」:24盧梭自己說，「就民主制這個名詞的嚴格意義而言，真正的民主制從來就不曾有過，而且永遠也不會有」，因為「多數人統治而少數人被統治，那是違反自然的秩序的」:24-25。他認為基於人民主權之政體制適用於那些人口規模很小之國家；同時他認為，民主只適用於民風淳樸、道德高尚之人群:25。但他反對向大眾進行啟蒙或教化，因為那樣會造成全民之腐化:25。每個人無論教育程度或財產狀況如何，都有權在公共事務上使自己意願為人所知；事實上，任何善良、單純、無私、自然之普通人，從自己經驗和良知出發，都比受到過多教育、生活在上流社會遠離自然狀態者，能更好理解公意或共同利益:16。
康德認為民主是一種不合理之政治制度，因為它不是建立在從事物之永恒秩序中生發出來之理智和正義之上，而是多數人隨性而為之結果:25。柏克詛咒法國「純綷的民主制」正在「沿着一條筆直的道路迅速地變成一種有害而不光彩的寡頭政治」，「純粹的民主制就是世界上最無恥的東西」:25。
查爾斯·雷尼·麥金托什在1818年預計，如果勞動階級獲得選舉權，「結果必然是輿論與財產之間永恆的對立」:25。大衛·李嘉圖認為，選舉權只能賦予那些不會推翻私有財產權的人:25。弗朗索瓦·基佐在1837年談到：「民主......是多數下層人反對少數上層人的旗幟。這面旗幟有時是為了爭取最合理的權利而舉起，有時卻是為了滿足最殘暴、最邪惡的激情而舉起；它有時指向最不公正的篡權者，有時卻把矛頭對準最合法的權威。」:25-26
托馬斯·巴賓頓·麥考利在1842年極力反對人民普選權要求，認為普選權意味着「私有財產以至整個人類文明的終結」:26。愛彌爾·法蓋十分感概，「幾乎所有19世紀的思想家都不是民主派。當我寫《十九世紀的政治思想家》一書時，這令我十分沮喪。我找不到一個民主派，盡管我很想找到這麼一位，以便能介紹他所闡述的民主學說」:26。馬克思在1850年斷言，私有產權與全面普選是互不相容的:26。詹姆斯·麥迪遜在《聯邦黨人文集》鼓吹不要民主，而要建立一個「憲制共和」：「政府若採取民主的形式，與生俱來的就是麻煩和不方便，人們之所以譴責民主，原因就在這裡。」:27
在今天看來，「民主」與「共和」似乎是同義詞；而在18世紀、19世紀，這兩個詞意思天壤之別；前者是指人民參與治理國家，後者只是禁止最高權力之世襲制:27。美國憲制安排之共和特徵表現在西塞羅、馬基雅弗利、孟德斯鳩都曾鼓吹過，君主（以總統為代表）、貴族（參議院）和人民（眾議院）三者之間平衡；「立法、行政和司法權置於同一些人手中，不論是一個人、少數人或許多人，均可公正地斷定是虐政」；「把所有權力賦予多數人，他們就將壓迫少數人。把所有權力賦予少數人，他們將壓迫多數人。」:27如果一個制度只有民主成分，它很容易釀成騷亂，出現無政府狀態；只有加上貴族制特有之智慧和君主制特有之秩序，民主制之優點才能得到發揚，其弱點才能得以克服；從民主角度看，這種平衡之要害是限制人民行使權力:28。
華盛頓說：「我們將（來自眾議院的）法案倒入參議院的碟子裡冷一冷。」:28本傑明·富蘭克林說，美國新憲法確定政體是一種「選出來的君主制」，湯瑪斯·傑弗遜也說，它是「君主制的新版本」；政體又賦予具有貴族色彩且不受民意影響之最高法院「宣布違反憲法明文規定的立法為無效之權」:29。由選舉團小圈子推選總統，由間接選舉產生之參議院，以及不經選舉產生終身法官，可以說是阻止人民直接參與政治:29-30。兩院制、三權分立設計本意正是限制民主；立法權一分為二，立法、司法、行政三權分立，徹底顛覆議會主權、立法權至上之原則；橫向分權外，美國又創造縱向分權，即聯邦制:30。
有產者擔心，一旦允許大眾參與政治，窮人勢必會利用手中權力要求剝奪富人財產，然後揮霍一空；為保衛自己財產不受侵犯，有產者竭盡全力阻止民主之出現；知識精英認為讓窮人來統治是愚蠢之想法，國家還是應該專業的、出身高貴的人來統治:30-31。有產者對民主最大恐懼是「多數暴政」，害怕人民當家作主，可能侵害少數人之財產權:31。客觀上講，有史以來，在絕大多數地方和絕大多數時間裡都是少數人對多數人之暴政:31。

### 異化
在民主國家，廣泛存在之不作選擇可能是危險之選擇方式；每個人都必須選擇一些東西，但是如何、為何擅自替他人作選擇，則是另一回事:2。現在人們往往以為「自由」與「民主」互為前提，不可分割；其實在很長時間裡，兩者被認為是相互對立:33。民主並不等同自由，民主亦只是大多數人和國家專政，也不等於正義、平等、團結、和平:24。
民主之根本理想是自由（eleutheria），此種自由既是參與決策之政治自由，實際上幾乎是義務，一定程度上按照自己意願生活之個人自由；最重要的自由是在公眾集會上為公共利益發聲，及在家庭隱私狀態或討論會、社會討論中自主發言和思考自由；法律和政治平等受到推崇，不是經濟平等；還有城市本身免受外部征服之集體自由:22。
自由是好，不過自由主義者未必有興趣爭取所有人平等享有自由之權利，並把民主當作自由之敵人:33。貢斯當區分古代自由與現代自由，把「無限的人民主權」看作一種邪惡:33-34。亞歷西斯·托克維爾認為，「多數暴政」之制度基礎是「人民的多數在管理國家方面有權決定一切」；托克維爾並不反對權力之合法性來源於多數之意志，但他極為憎惡「無限權威」，因為「任何一個權威被授以決定一切的權利和能力時，不管人們把這個權威稱做人民還是國王，或者稱作民主政府還是貴族政府，或者這個權威是在君主國行使還是在共和國行使，我都要說，這是給暴政播下種子」:34。他說：「在思想上我傾向民主制度，但由於本能，我卻是一個貴族——這就是說，我蔑視和懼怕群眾。自由、法制、尊重權利，對這些我極端熱愛——但我並不熱愛民主。......我無比崇尚的是自由，這便是真相。」:34弗里德里希·哈耶克斷言，「普遍盛行的民主制度所具有的致命缺陷：無限權力」:34。
貢斯當、托克維爾、穆勒要制約專制和民主之權力，使無限民主變成有限民主；強調個人之獨立，強調個人權利之不可侵犯，以自由規範民主，限制民主之無限權威:34-35。托克維爾說：「給社會權力規定廣泛的、明確的、固定的界限，讓個人享有一定的權利並保證其不受阻撓地行使這項權利，為個人保留少量的獨立性、影響力和獨創精神，使個人與社會平起平坐並在社會面前支持個人。在我看來，這些就是我們所將進入的立法者的主要目標」:35。只要關心（關心是應該的），所有人都可以參與進來，但必須限定、保護和約束權利之調節性法律秩序中，彼此尊重同胞之平等權利；就是今天美國、歐洲、英聯邦和日本等地多數人所說的「現代民主」，在理想狀態中日是人民權力觀念和受法律保障之個人權利觀念之融合（但在許多情況下其實是混淆）:16-17。亞當·斯密說，政府之主要任務是保衛富人，對抗窮人；因此，必須整體保護私有產權，包括憲法中特別列舉私人產權，在它周圍竪起一道警戒線，不允許任何人染指:35。很清楚，憲政主義本質是反民主:35-36。
在現代西方民主制度下，公民可以用民主方法決定一些事情，但是很多方面是政府不能決策；除了政治領域外，民主似乎普遍不適用，例如公司決策、公民私人生活等，這就是所謂「自由」:37。與雅典民主很不一樣；在雅典時期，民主無限大適用，包括政治、社會、司法等各個方面，甚至延伸至私人領域:37。在「自由民主制」下，人民已經接受對其使用民主方式進行決策之限制，使得民主決策之原則在大多數人類生活裡不適用:37。
議會民主是英國人發現，是以代議民主取代參與民主，用少數來取代多數；在有產者看來，如果任由廣大民眾直接參與政治決策，民主便很難駕馭:40-41。詹姆斯·麦迪逊認為代議制是解決「多數暴政」之利器，因為它「通過一個從公民中挑選出來的機構，對公眾的看法加以提煉和進行補充，以這些人的智慧，使他們能最清楚地了解真正的國家利益之所在，他們的愛國心和正義感也使他們不大可能出於短期和狹隘的考慮而犧牲國家利益。在這種制度安排下，經過人民代表的表述，公眾的聲音會比由他們自己直接表達更符合公共利益」:41-42。
普魯東斷言，代議制根本不是民主；馬克斯·韋伯认为，「不管是民主制還是非民主制，政治都是少數人的遊戲」:44。盧梭認為人民主權只能由人民直接表達，而決不可能被他人代表；自由應當意味着自主，而代議制恰恰違背，在此制度下人民喪失自主；代議制造成結果必然是「愛國心的冷卻，私人利益的活動，國家的龐大、征服，政府的濫用權力」:45-46。代議制民主不再是參與式民主，人民直接、廣泛參與國家管理之理念被淡忘，參與變成一種間歇行為，每隔4年或5年來一次，其他時候就當順民；政黨出現，在間接民主中充當利益整合；選舉最重要，「民主」叫做「選主」；普通公民並不直接參與國家之政治決策:47。

## 形式

### 直接民主
直接民主，又稱為純粹民主，是一種由選舉人直接投票決定政府政策的制度，例如決定是否接受或廢除某種法案。之所以稱為直接，是因為決策的權力直接由人們所行使，而不經過任何媒介或代表。在歷史上，這種形式的政府相當少見，因為在實踐上要將人們全部聚集起來投票相當困難，所花費的成本和時間都非常高昂。所有直接民主都屬於較小型的共同體，例如城邦。最值得注意的是古代的雅典民主。
直接民主容易导致多數人暴政，直接民主不一定是更優良的民主制度，例如苏格拉底因爲直接民主制度下的審判而死。直接民主有時亦被稱爲暴民政治或群氓政治。现代社会使用的“民主”一詞一般指民主代議制的自由民主制。

### 代议民主
代議民主則是較常被採用的制度，之所以稱為代議制是因為人們並非直接投票決定政府政策，而是選出民意代表來參與政府實體或議會。民意代表可能是由全體選民選出（如比例代表制）或代表特定的區域（通常是依據地理劃分的選舉區），一些制度則混合了這兩種方式。許多代議民主制也結合了一些直接民主的成分，例如公民投票。
代議民主下的自由民主制。在今天，民主通常用以稱呼代議民主制的其中一種形式——自由民主制，在自由民主制裡被選出的民意代表、以及多數人的民意在行使決策權力時必須受到法治的限制，通常是用一套憲法加以管制，以強調對於個人和少數派的自由和權利的保護。這種形式的政府在近年來越來越常見，目前世界上將近一半至逾半（視乎自由民主的標準）的人口都生活在自由民主制政權之下。即少数服从多数的民主制，不能强迫少数反对者执行多数赞成者的决议，不能强迫反对者参与共享财产，罢工、罢课。

### 非自由民主
相反的，代議民主下的非自由民主制則用以形容那些「有民主」、卻沒有保障自由的制度。這在許多後蘇聯時期的國家以及美国对外政策相當常見（不支持越战、伊拉克战争，前线流血的士兵，既是反对民主价值观）。不過這種現象並非最近才出現的，因為在古代的共和國多半如此，著名的雅典民主的蘇格拉底案和法國大革命時的拉瓦錫案便是兩個典型。可以借用古代的暴民政治形容現代的極權民主。

## 衡量

### 民主指数
| 完全民主 9.01–10 8.01–9 | 部分民主 7.01–8 6.01–7 | 混合政權 5.01–6 4.01–5 | 專制政權 3.01–4 2.01–3 1.01–2 0-1 |

《经济学人》2022年民主指數世界地圖
完全民主
9.01–10
8.01–9
部分民主
7.01–8
6.01–7
混合政權
5.01–6
4.01–5
專制政權
3.01–4
2.01–3
1.01–2
0-1

2008年起，《經濟學人》透過60條問題，對世界167個國家及地區現時的民主狀態進行調查，並以0至10分的民主指數表示各國現時的民主狀況。
民主指数的计算包括五个方面：选举程序与多样性、公民自由、政府运作、政治参与、政治文化。部分问题的回答来自各个国家的民意调查，其他则由专家进行评估。最后评分在0到10分之间。依据各政权的五个指标得分加权平均得到政权评分之总分。政权按总分分为完全民主、部分民主、混合政权和专制政权四类。报告中亦会对当年全世界与七大地区平均分数趋势做出评语。

### 衡量困难
由于民主是一个总括性概念，包括难于衡量的各种机构的运作，因此在量化民主的潜在影响及其与其他各种现象（如不平等、贫困、教育等）的关联方面存在着许多困难。由于难以获得可靠的单国民主差异数据，学者们主要研究的是跨国差异，但每个国家民主制度的差异可能很大。民主的最低定义与最高定义之间的争论也体现出了衡量的困难。最低限度的民主概念主要通过考虑以民主的本质（如选举程序）来定义民主。最高限度的民主定义则会将经济或行政效率等结果纳入民主的衡量标准。民主的某些方面，如反应能力或问责能力，由于难以衡量，一般不会被纳入民主指数。其他一些方面，如司法独立或选举制度的质量，则会被纳入一部分民主指数，但并非所有指数都会考虑。
一些民主衡量标准，特别是自由之家和Polity IV，试图通过分析选举程序之外的指标对民主进行最高限度的衡量。这些主流衡量标准给出的民主指数会因采用的指标和证据不同而大相径庭。由于这些评级可能对国家关系造成影响，这些衡量标准所使用的民主定义非常重要，尤其是在由偏向西方民主国家的指标所决定的情况下。
迪特尔·福克斯（Dieter Fuchs）和埃德尔特罗·罗勒（Edeltraud Roller）建议，为了真正衡量民主的质量，客观衡量标准需要辅以“基于公民视角的主观衡量标准”。同样，昆廷·梅恩（Quinton Mayne）和布里吉特·盖塞尔（Brigitte Geißel）也认为，民主的质量并不完全取决于机构的表现，还取决于公民自身的意愿和承诺。

## 理論及價值

### 概念

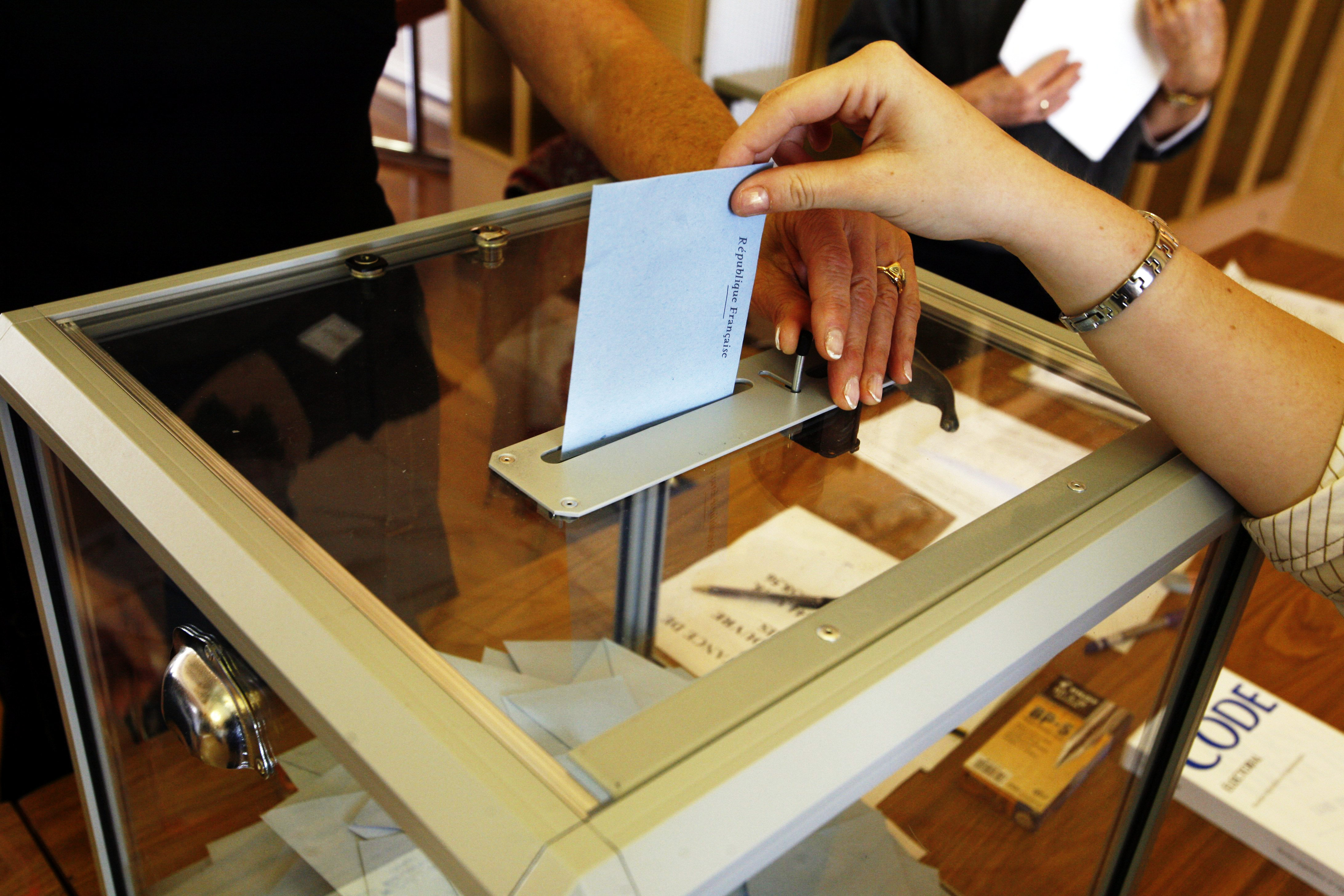
投票是民主過程中的重要部份

在政治理論家之間一直有許多不同的可实施民主概念，這些概念差異也經常是爭論的話題。
- 其中一種理論是由约瑟夫·熊彼特在《資本主義、社會主義與民主》（Capitalism, Socialism, and Democracy）一書裡所提出[33]，他認為民主制度只不過是一種由人們定期選出政治領導進行統治的制度。依據這種概念，一般的公民沒有能力、也不應該進行「統治」，因為在大多數議題上這些平民都沒有明確的概念、而且也不夠聰明。
- 第二種理論是稱為民主的集合概念。宣稱政府所頒布的法案和政策應該接近於中間派選民的觀點—使其左派和右派都能得到一半的權利。這種理論是由安東尼·唐斯在1957年所提出的。
- 第三種理論是以上提及的代議政制。
- 第四種理論則是被稱為審議民主的制度，主張公民應該直接的參與立法和決策過程，而不是透過他們的代表，直接民主制的支持者提出許多不同的理由來支持這種制度，政治活動本身便是具有價值的，它將能教育和社會化參與其中的公民，而群眾的參與能夠對掌權的精英進行監督。最重要的是，他們認為除非由公民直接參與立法和決策，否則這便算不上是公民自治的制度。
- 另一種理論則強調所有公民之間的政治平等。典型的現代民主制度是依賴於多數派的投票者能代表大多數民意的假設上，而非多數派能統治全部人口。這個理論也被用於主張參與政治的義務，例如將投票規定為公民的義務之一，或是限制富有階層的影響力—例如在選戰中的金融限制。
- 這些民主的理論都是圍繞於一個民主制度應該變成怎樣的問題上。另一種相當不同的理論則被稱為公共選擇理論，主張民主所發揮的功能是讓創造它的團體和個人能在制度裡扮演其「角色」，這種理論認為佔據這些職位並運行這些功能的人都是出於其私利的。這種理論是由經濟學家所創造，有時候也被稱為經濟學的民主理論。公共選擇學派的阿羅不可能定理便指出由於排序制投票制度的先天缺陷，透過民主制度產生的集體決策不可能反應出完整的「集體偏好」。一些公共選擇學派的學者也因此認為應該以共和立憲制取代民主立憲制，才能更有效保障少數派的權利[34]。
- 還有一種民主理論則是根基於多數決的基礎上，認為多數決最能符合功利的目的。這種理論認為如此一來大多數的人口都能滿足現行的政府統治。而缺點則是少數派將生活在多數派的統治下，這有時也被稱為多數人暴政或暴民政治。如果多數派沒有受到憲法和法律制度的限制，也可能會造成很大一部分的人口遭到邊緣化。

### 自由
實行民主，尤其是民主治理，意味著人權和基本自由得到尊重、發揚和實現，讓人們活得更有尊嚴。在民主治理中，人們按照管理社會互動的包容和公平的規則、制度和作法，在影響他們生活之決策中有發言權，能對決策者進行問責；婦女在私人和公共事務以及決策方面與男性平等；任何人都不受種族、民族、階級、性別或其他形式之歧視。在民主治理框架下，經濟和社會政策要順應人們需求與願望，旨在消除貧困，擴大人們生活中之選擇，並尊重後代需求；因此，實質上，民主治理為普惠包容、順應民需之政治進程和政治解決創造和維持有利環境。
《公民权利及政治权利国际公约》為國際法中之民主原則奠定法律基礎，特別是：言論自由（第19條）；和平集會的權利（第21條）；結社自由（第22條）；直接或通過自由選擇的代表參與公共事務（第25條）：在真正、定期的選舉中進行選舉和被選舉，這種選舉應是普遍和平等的，並以無記名投票方式進行，以保證選舉人的意志的自由表達（第25條）。

### 共和
「民主」一詞的定義自從古希臘到現在一直都變動不定。在當代的用法上，「民主」一詞指的是由人民選出的政府—無論是直接民主制還是代議民主制。
在憲法的理論和歷史的用法上，尤其是在美國革命的開國理論上，「民主」一詞僅只用於描述直接民主制，而共和則被用以描述代議民主制。不過在現代，只有一部分的美國保守主義者和自由意志主義者才會堅持使用「民主」一詞來指稱直接民主制。
美國開國先驅們在起草美国宪法時，特別注重於避免那些他們認為是多數統治的危險架構，以免危及到個人的自由。舉例而言，詹姆斯·麦迪逊在《聯邦黨人文集》第10號文：主張共和國的憲法應該高於民主，以保護個人自由免受多數人的侵犯。不過，憲法的起草人們也謹慎地在憲法和權利法案的範圍內，創建了憲政民主的制度和开放社会的改革。他們保持了那些他們認為是民主裡最良好的成分，但以憲法裡對於個人自由的保護加以抗衡，依照這套憲法產生的聯邦政府架構成為了今天人們所稱的共和國。
不過，現代對於「共和」一詞的定義指的則是所有由選舉選出國家元首、並且有一定任期限制的國家，而與之相對照的則是大多數當代的世襲君主制國家—亦即採取代議制民主和君主立宪制的國家。

### 宪政

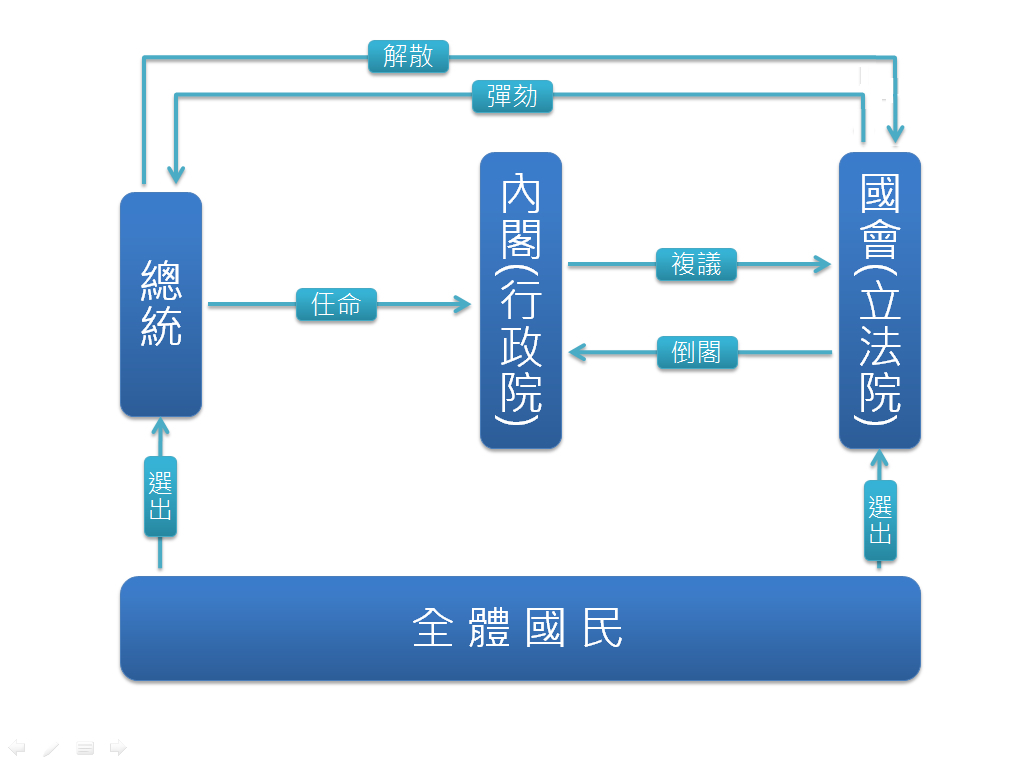
宪政的要素分权制衡（本图示意的是中华民国宪法增修条文之半总统制制衡机制）即总统－国会－内阁互相牵制防止集权

民主与宪政并非一致，民主是一种形式，而宪政则是一种制度；宪政的核心价值在于个人自由，而民主则着重于政权归属。
宪政的精髓是“有限政府”，即政府应当受到约束，以避免侵犯民权；这并不涉及政府是否经过民主程序产生，例如19世纪前的英国。只有民主而没有宪政，则民主往往沦为“多数暴政”或民众被少数人引导操纵。宪政的存在，在制度层面上最大程度减少民主的无序性和盲目性，并保护少数群体的人权，使得民主不被扭曲。
宪政国家各有自己的特色，但最为明显和共同的特征是军队国家化，司法独立和權力分立。

在民主制度下，國會議員是票選出來的，法案通過與否靠的是數人頭，因此立法機關有忽略少數者意願立法的權力，此乃民主的缺陷。
所謂民主政治之精神，莫要於能確切表達國民之公意:2。

### 人權
自由之價值、對人權之尊重以及通過全民投票舉行定期、真正選舉之原則，都是民主之基本要素，而民主又為人權之保護和有效實現提供天然條件。這些價值體現在《世界人權宣言》，並且在《公民權利和政治權利國際公約》中揭示實質性民主所賴以建立之一系列政治權利和公民自由。《世界人權宣言》第21條第 (3) 款反映了民主與人權的關聯，它指出：「人民的意志是政府權力的基礎；這一意志應以定期和真正選舉予以表現，而選舉應依據普遍和平等的投票權，並以不記名投票或同等的自由投票程式進行。」《經濟、社會、文化權利國際公約》所揭示之各項權利也是民主之基本，因為權利確保對所有群體在享有公民權利和政治權利方面之平等和公平，即包容性。

### 選舉
民主在全球範圍內之傳播是我們時代重要之成就之一；選舉是其中之核心，自決權才有可能化為現實。選舉援助建立在《世界人權宣言》原則之基礎之上；《世界人權宣言》指出，人民之意志是政府權力之基礎，應以定期和真正之選舉予以表現；同時宣言也承認國家主權原則與國家對選舉擁有自主權，民主並沒有單一之模型。
人們已經認識到，僅提高選舉管理機構之能力並不能必然確保選舉可信，同樣需要將注意力投向選舉背後之政治大環境。

### 民間社會
民間社會在全球之作用重要，因為世界正預備執行一項得到全球各國政府同意之新發展議程；但是，對遍佈世界各大洲許多國家之民間社會活動分子和組織而言，他們空間正在縮小，甚至即將消失；各國政府制定各種限制，使非政府組織難以開展工作或接受資金。

### 婦女
公民利益要伸張、要仔細考慮、要得到立法保護，這是民主之要求；世界人口有一半是婦女，民主進程應當聽取她們呼聲。民主需要婦女，這樣才能實現真正之民主；婦女也需要民主，這樣才能改變妨礙婦女乃至整個社會獲得平等的制度和法律。
民主代表制體現婦女利益，反映婦女呼聲；《消除對婦女一切形式歧視公約》第七條重申婦女代表制對國家的政治生活具有重要意義：「......保證婦女在與男子平等的條件下：(a) 在一切選舉和公民投票中有選舉權，並在一切民選機構有被選舉權；(b) 參加政府政策的制訂及其執行，並擔任各級政府公職，執行一切公務」。

### 青年
當代青年手握解決幾乎所有挑戰之關鍵：從打擊極端主義到解決僵持不下之衝突和防止新衝突發生；從實現可持續發展目標到落實普遍和有意義之氣候協定；從推動和維護人權到確保包容性和參與性治理。如今的青年人口是有史以來最多的一代，全球人口有一半以上在25歲以下；他們有機會和能力進行交流、採取行動、建立網路和產生影響。他們面對之挑戰也是前所未有：從氣候變化到失業和多種形式之不平等及排斥，挑戰導致我們所目睹、發生在世界若干地區之嚴峻移徙危機。
青年人越來越懷疑傳統民主模式；同時，他們能夠就重要問題發表意見、進行聯繫，利用新媒體捍衛正義、打擊歧視、維護人權；推進學生運動，為弱勢群體發聲；採取個人和集體行動推廣他們的信念，從可持續的消費習慣到參與城市綠化，從網上請願到社會企業家精神。青年不僅擁有實現改變之工具，他們也遠比年長者更熟悉如何使用這些工具；他們雄辯的聲音能得到自己同代人的積極回應，例如馬拉拉·尤薩夫扎伊推動人人享有受教育的權利和愛瑪·屈臣動員成年男性和男童爭取性別平等。

### 联合国
聯合國支持民主和治理的活動，包括協助各國議會加強制衡機制，促使民主蓬勃發展；幫助加強各國人權機構和司法保安系統之公正和有效；幫助發展立法和媒體之能力，確保言論自由和資訊自由；協助發展政策和立法，保障結社自由與和平集會之權利。世界領導人在《聯合國千年宣言》中承諾，要不遺餘力促進民主和加強法治，尊重人權和基本自由。2015年9月25日至27日，世界各國元首和政府首腦通過2015年後發展磋商之成果：《變革我們的世界：2030年可持續發展議程》，重申承諾創建「可持續發展所需要的民主、善治和法治，建設有利於實現可持續發展目標的國內和國際環境」。大會重申，「民主是一種普遍價值，其基礎建立在人民為決定他們的政治、經濟、社會和文化制度以及全面參與生活各個方面所自由表達的意志之上」，此前2005年9月世界首腦會議成果文件也闡明這一點。在該次首腦會議上，各國政府再次承諾支持民主，歡迎設立聯合國民主基金。民主基金大部分資金分配給地方民間組織，旨在加強民間社會聲音、促進人權和鼓勵所有群體參與民主進程。民主既是進程，也是目標，只有在國際社會、各國政府機構、民間社會和個人全面參與和支援之情況下，民主之理想才能化為世界各地人人都能享有之現實。自《聯合國憲章》簽署以來，聯合國比任何一個全球性組織都更加不遺餘力在全世界支持和加強民主，從培養善政到監督選舉，從支持民間社會到加強民主制度和問責制，從確保非殖民化國家之自決到幫助衝突後國家起草新憲法。這一切表明，民主是聯合國普遍和不可分割的核心價值觀和原則之一；民主建立在人民自由表達之意志之上，與法治以及人權和基本自由之行使密切相關。聯合國每年通過聯合國開發計畫署提供接近15億美元支助世界各地之民主進程，已成為全球在民主和治理方面提供技術合作最多之機構之一。聯合國之政治工作要求是促進民主成果；發展機構謀求加強作為民主基石之議會、選舉委員會和法律制度等國家機構；人權方面之工作支援言論和結社自由、和平集會之權利、公共事務參與以及法治，這些都是民主之重要組成部分。

## 现状

各國政體列表
总统制
半总统制
实权总统的议会共和制
虚位总统的议会共和制
议会制君主立宪制
二元制君主立宪制
绝对君主制
一党专制
军人专制
不符合上述任何体制

雖然對於民主在定義上的合法性和應用性尺度仍然有許多哲學性的爭論，但以下所列出的是一些普遍認為民主國家應該具備的最小需求：
- 由「人民」以某種集體的步驟達成政治決策。非屬於其成員的人則不會參與。在現代民主制度裡成為人民成員的資格是成年的國民，而成年人的公民權通常即等於人民成員的資格。
- 擁有供人民居住和進行決策的「土地」。在現代民主制度裡，土地指的是民族國家，由於它與國家的母國一致，人民和民主的過程也因此能保持一致。也因此民主國家的殖民地如果是由母國所治理，則不能被稱為民主制度：因為其人民與土地並不一致。
- 有著一種決策的過程，這種過程要不是透過公民投票直接的由人民決定，便是間接的由人民選出的議會決定。
- 這種過程被人民視為具有合法性，政治合法性代表的是人們接受國家決策的程度，具有合法性的過程產生的結果才會被人民所接受。
- 在假設擁有足夠支持者的情況下，這種過程能夠「有效地」改變政府的現狀。虛假的作戲選舉、事先安排好選舉結果的選舉都不是民主制度。
- 在民主國家的情況下，國家必須擁有主權：如果有其他更高層的權威能否定民主選舉產生的結果，那麼民主選舉是毫無意義的。
- 民主投票有普及、平等、直接、不記名四原則。

民主的發展有程度和方案之別，而一部分大國民主起源因較早並影響了其發展和民主的定義。現時的民主政治制度主要是總統制（以美國為代表），議會制（以英國為代表）及半總統制（以法國為代表）。英國、美國與法國同為世界民主政治三大先驅國之一，各自代表不同但體現權力分立的政治制度。
早在大憲章的13世紀晚期，英國已開始試圖让貴族與君主分享權力。1688年英国爆发光荣革命，随之颁布的《1689年权利法案》，推动了英国君主立宪制的成型。到十九世紀產生了1832年改革法令和宪章运动等事件，確立了現代民主的基礎，但投票权仍受性别与财产限制。之後限制逐渐放寬，但直至1918年才有女性投票權，1968年18歲可以有投票權後，實現完全普選。但英國上議院議員至今仍由少部分世襲及終身貴族出任，並非選舉產生。在英国最高法院成立前，法官兼任上議院議員，且部分司法權力仍由樞密院司法委員會決定。
美國是總統制國家，行政、立法及司法是三權分立。代表行政機關的美國聯邦政府具有極大的國家權力，以美國總統為國家元首及政府首腦，總統擁有行政權；代表立法機關的是美國國會，實行兩院制，負責立法、掌握財政預算權力及制衡聯邦政府；而代表司法機關的美國最高法院則行使釋憲的權力。
法國是現代民主的三大先驅強國之一，但在歷史上出現過多次挫敗和倒退。直到1958年第五共和後，才確立一套穩定的政治制度，亦即是兩輪投票制的半總統制，既確保有強勢的行政機關（擁有行政權的總統掌握政府內閣），同時保障議會制衡總統的權力，足作為國際典範的現代民主制度模式。
中國所要者，乃為一種自適應國情之民主政治，重在精神，不重在格式；苟非中國人能擺脱模倣抄袭，有勇氣，有聰明，能自創自造，自適國情，則或主步趨英國、美國，或主追隨蘇聯，國內之政爭，將以國外之政情為分野，並將隨國外之勢力為消長，國家政治基礎將永遠在外不在內，在人不在我，以此立國，何有寧日:1。民主政治為今日中國惟一所需，此毋煩論，蓋有民主政治，既為世界潮流所歸趨，抑亦中國傳統政治最高理論與終極目標之所依嚮，故亦惟有民主政治，始可適應現勢，符合國情:1。
國際非牟利組織民主聯盟基金會在2021年2月24日至4月14日在53個國家進行民調得出新一年的《民主認知指數》，調查反應81%受訪者認為自己認同民主對國家的重要性，51%受訪者認為所在地區已經實現民主。自由之家評定為「自由」的國家只有58%民眾認為所在地區已經實現民主，被評定為「不自由」的中國有71%。在對民主的威脅調查上，美國排首位，有44%受訪者擔心美國會影響到所在地區的民主，而中國和俄羅斯分別為38%和28%。

## 批评
一些無政府主義者反對某些或甚至是全部的民主形式，班傑明·塔克說：「統治是邪惡的，換成多數統治也不會好到哪裡去......投票是什麼？或多或少它只不过是一張代表了刺刀、警棍、和子彈的紙罷了。」皮埃爾-約瑟夫·普魯東則說：「民主只不過是多數人暴政罷了，是所有暴政裡面最可惡的，因為它不是根基於信仰的權威上、不是根基於種族的出身上、也不是根基於天份和財富的價值上。它只不過是根基於一些假冒人民之名躲藏在幕後的人上。」
除了無政府主義之外，君主專制和威权主义也反對民主。
君主制因為信念是出於宗教的君權神授和君主的血統傳承，所以法統上非常簡單明確，沒必要作宣傳和討論的。而統治的方式只是建立在權威而不是權力之上，依賴的是人民對君主的絕對忠誠，而不對統治者構成威脅，很多國家的王朝都傳承了數百年以上。除了殘存的君主專制國家，如沙特阿拉伯和汶萊外，現在類似說法有包括了塔利班和伊斯兰国等信奉伊斯兰原教旨主义的政权则拒绝民主，认为民主是听命于人，而不是听命于真主。并且否认世俗宪法对国家和保障個人自由的重要性，认为古兰经才是真正治理国家的宪法。
實際上，華盛頓總統亦在他的離職演說中表達了對民主制度的憂慮。邏輯學家哥德爾也曾經論證過美國式的民主是不完美的（甚至沒有任何一種制度會是完美的）。
蘇格拉底柏拉圖反對直接民主。

## 政府外
民主除了用作統治國家的制度之外，民主的投票和代表制度也用於管理其他許多不同的共同體和組織。許多非政府组织、政黨等以投票方式決定政策和領導人。很多宗教團體都是民主制的，如基督教修道院通常以投票方式來選出修道院院長。在商業上，公司通常以投票方式選出董事會，選票的份量則是根基於每個股東所擁有的股份。工會通常以選舉方式選出他們的領導人。合作社通常給予每個人（一個勞工或消費者）一張選票。中學、大學的學生會和家長教師會以及中學、小學的班長通常由选举产生。